# 1989 na música

## Álbuns
| Data           | Álbum                    | Artista                 | Gênero                                 | Observação | Ref   |  |
| -------------- | ------------------------ | ----------------------- | -------------------------------------- | --- | ----- |  |
| 24 de janeiro  | Skid Row                 | Skid Row                | heavy metal                            | disco de estreia da banda |       |  |
| 6 de março     | When Dream and Day Unite | Dream Theater           | metal progressivo                      | Álbum de estreia da banda, é o único álbum da banda que conta com o vocalista Charlie Dominici, que seria substituído pelo vocalista James LaBrie. Formação: John Petrucci - guitarra; John Myung - baixo; Mike Portnoy - bateria; Charlie Dominici - vocais; Kevin Moore - teclados. |       |  |
| março          | Crescendo                | Ultraje a Rigor         | roque brasileiro                       | Terceiro álbum de estúdio da banda, sempre pela gravadora WEA |       |  |
| 20 de março    | Shine                    | Mother Love Bone        | grunge, roque alternativo              | É o primeiro EP da banda |       |  |
| 21 de março    | Like a Prayer            | Madonna                 | pop, pop rock, dance-pop               | Quarto álbum de estúdio de Madonna, enquadrando-o como um dos mais bem-sucedidos da década e a canção Like a Prayer como uma das Dez Melhores Músicas dos Anos 1980 segundo a crítica. |       |  |
| maio           | Cardume                  | Nenhum de Nós           | roque                                  | 2º álbum da banda, continha a música "O Astronauta de Mármore", um dos grandes sucessos da música brasileira no ano. |       |  |
| 2 de maio      | Street Fighting Years    | Simple Minds            | Pop Rock                               | Nono álbum da banda Simple Minds é o último da banda com o tecladista Mick MacNeil. Contém a música "Mandela Day", composta para o 70º aniversário de Nelson Mandela em 1988. |       |  |
| 22 de maio     | The Miracle              | Queen                   | roque                                  | Foi o primeiro álbum da banda após o anúncio de que o vocalista Freddy Mercury tinha AIDS. No mesmo ano, o Queen ganhou o prêmio de "banda mais influente dos anos 1980". |       |  |
| 23 de maio     | Brain Drain              | Ramones                 | punk rock                              | Último álbum da banda com o baixista Dee Dee Ramone. |       |  |
| 7 de junho     | Estrangeiro              | Caetano Veloso          | MPB                                    | | [ 1 ] |  |
| 15 de junho    | Bleach                   | Nirvana                 | Rock alternativo/grunge                | Chad Channing ainda era o baterista da banda. O álbum foi relançado internacionalmente pela Geffen Records em 1992 após o sucesso do segundo álbum do Nirvana, Nevermind (1991), pois seu lançamento original não fez muito sucesso. |       |  |
| 20 de junho    | The Real Thing           | Faith No More           | funk metal/metal alternativo/rap metal | O primeiro álbum da banda com o vocalista Mike Patton. |       |  |
| agosto         | Burguesia                | Cazuza                  | rock                                   | Foi seu último álbum de estúdio em vida. Vendeu 250 000 cópias e foi duramente criticado por sua polêmica faixa título. |       |  |
| setembro       | 4° Xou Da Xuxa           | Xuxa                    | Pop                                    | 5º álbum da apresentadora Xuxa Meneghel, no auge do seu Xou Da Xuxa, na Rede Globo. Quase todas as músicas do álbum fizeram sucesso, entre elas: Tindolelê, Dinda Ou Dindinha, Remelexuxa e Dona Girafa. Integrante do Trem da Alegria, Amanda Acosta grava Recado Pra Xuxa, que foi gravado especialmente para o aniversário de 26 anos da loira, e entrou no álbum substituindo Em Busca Do Amor. |       |  |
| 16 de outubro  | Õ Blésq Blom             | Titãs                   | Rock brasileiro                        | Quinto disco da banda de rock nacional Titãs. Possui a canção "Flores", cujo clipe ganhou o VMB de 1990. |       |  |
| 17 de outubro  | Hot in the Shade         | Kiss                    | heavy metal                            | Foi o décimo quinto álbum da banda, último com o baterista Eric Carr que veio a falecer dois anos depois. O destaque foi a balada Forever, que alcançou a 8° posição no Billboard Hot 100, sendo uma das melhores canções da banda. |       |  |
| 26 de outubro  | As Quatro Estações       | Legião Urbana           | Rock brasileiro                        | Foi o quarto álbum de estúdio da banda. É considerado como um dos mais bem-sucedidos de toda a história do conjunto, vendendo aproximadamente 1 milhão de cópias. |       |  |
| 22 de novembro | Big Bang                 | Os Paralamas do Sucesso | Rock brasileiro                        | É o quinto disco da banda. Possui uma variedade de ritmos, assim como seu antecessor, "Bora Bora". Possui uma das principais canções da banda: "Lanterna dos Afogados". |       |  |
| novembro       | Mosaique                 | Gipsy Kings             | rumba flamenca                         | |       |  |

- Marisa Monte lança seu primeiro álbum, MM, e desponta para o cenário nacional.
- Outros destaques da música popular brasileira no ano foram as músicas: Bye-bye tristeza, de Sandra de Sá; e Hey Jude, de Kiko Zambianchi.
- A dupla sertaneja Chitãozinho & Xororó assina com a Philips/PolyGram e lançam o disco Os Meninos do Brasil, com os hits Somos Assim, Página Virada, No Rancho Fundo e Nascemos Pra Cantar.
- Patience, do Guns N'Roses, é a música mais tocada do mundo, desbancando vários estilos, incluindo o sertanejo representado por Leandro e Leonardo, entre outros.

### Singles
- A banda de rock UHF lança o máxi single Hesitar.[2]

### Shows
27 de janeiro - O Rei do Pop Michael Jackson, se apresenta em Los Angeles, pela última vez em sua grandiosa Bad World Tour, que começou em 1987. Concluindo um total de 123 shows, encerrou-se uma década de sucesso astronômico para o artista.
6 de março - a banda norueguesa A-ha chega no Rio de Janeiro.
10 de março - 1º show da banda A-ha na Praça da Apoteose, no Rio de Janeiro.
11 de março - 2º show da banda A-ha na Praça da Apoteose, no Rio de Janeiro
17 de março - 1º show da banda A-ha no Estádio Palestra Itália, em São Paulo.
18 de março - 2º show da banda A-ha no Estádio Palestra Itália.
19 de março - Show extra da banda A-ha noEstádio Palestra Itália.
Novembro - Turnê One for All dos Bee Gees.

## Nascimentos
| Data            | Nome                 | Profissão                                   | Nacionalidade                 | Observações | Ref |
| --------------- | -------------------- | ------------------------------------------- | ----------------------------- | ----------- | --- |
| 21 de Fevereiro | Corbin Bleu          | ator, dançarino, cantor e modelo            | Estados Unidos                |             |     |
| 9 de março      | Taeyeon              | cantora e compositora                       | Coreia do Sul                 |             |     |
| 20 de março     | BK                   | rapper e compositor                         | Brasil                        |             |     |
| 17 de abril     | MC WM                | cantor                                      | Brasil                        |             |     |
| 21 de abril     | Fabián Chávez        | ator e cantor                               | México                        |             |     |
| 29 de abril     | Tierry               | cantor e compositor                         | Brasil                        |             |     |
| 5 de maio       | Chris Brown          | cantor                                      | Estados Unidos                |             |     |
| 15 de Maio      | Sunny                | cantora, dubladora e radialísta             | Estados Unidos/ Coreia do Sul |             |     |
| 24 de maio      | G-Eazy               | rapper e compositor                         | Estados Unidos                |             |     |
| 25 de maio      | Lauana Prado         | cantora e compositora                       | Brasil                        |             |     |
| 29 de maio      | Brandon Mychal Smith | ator e cantor                               | Estados Unidos                |             |     |
| 30 de maio      | Ailee                | cantora e compositora                       | Estados Unidos                |             |     |
| 31 de maio      | Pablo Alborán        | cantor                                      | Espanha                       |             |     |
| 1 de Junho      | Zomboy               | produtor musical, compositor e DJ           | Reino Unido                   |             |     |
| 15 de Junho     | Oliver Sim           | cantor e baixista                           | Reino Unido                   |             |     |
| 19 de Junho     | Oto Nemsadze         | cantor                                      | Geórgia                       |             |     |
| 3 de Julho      | Aisel                | cantor                                      | Azerbaijão                    |             |     |
| 13 de Julho     | Leon Bridges         | cantor e compositor                         | Estados Unidos                |             |     |
| 14 de Julho     | Ávine Vinny          | cantor                                      | Brasil                        |             |     |
| 19 de Julho     | Bruna Karla          | cantora                                     | Brasil                        |             |     |
| 22 de Julho     | Rico Dalasam         | cantor, rapper e compositor                 | Brasil                        |             |     |
| 1 de Agosto     | Tiffany Young        | cantora e compositora                       | Estados Unidos                |             |     |
| 2 de Agosto     | Jonas Blue           | produtor músical                            | Reino Unido                   |             |     |
| 13 de Agosto    | Davi Sabbag          | cantor e compositor                         | Brasil                        |             |     |
| 15 de Agosto    | Carlos Pena Jr.      | ator e cantor                               | Estados Unidos                |             |     |
| 15 de agosto    | Joe Jonas            | cantor e ator                               | Estados Unidos                |             |     |
| 15 de Agosto    | Belinda              | cantora e atriz                             | Espanha/ México               |             |     |
| 16 de Agosto    | Tássia Reis          | rapper, cantora e compositora               | Brasil                        |             |     |
| 16 de Agosto    | Loubet               | cantor                                      | Brasil                        |             |     |
| 17 de Agosto    | Lil B                | rapper e produtor músical                   | Estados Unidos                |             |     |
| 30 de Agosto    | Bebe Rexha           | cantora e compositora                       | Estados Unidos                |             |     |
| 1 de Setembro   | Tom Kaulitz          | guitarrista                                 | Alemanha                      |             |     |
| 1 de Setembro   | Bill Kaulitz         | cantor                                      | Alemanha                      |             |     |
| 2 de Setembro   | Zedd                 | DJ e produtor músical                       | Rússia Alemanha               |             |     |
| 3 de Setembro   | Gusttavo Lima        | cantor e compositor                         | Brasil                        |             |     |
| 4 de Setembro   | Ryota Kohama         | baixista do One Ok Rock                     | Japão                         |             |     |
| 8 de Setembro   | Avicii               | DJ e produtor músical                       | Suécia                        | m.2018      |     |
| 9 de Setembro   | Fernanda Lira        | baixista e musicista                        | Brasil                        |             |     |
| 14 de Setembro  | Logan Henderson      | ator e cantor                               | Estados Unidos                |             |     |
| 21 de Setembro  | Jason Derulo         | cantor, compositor e dançarino              | Estados Unidos                |             |     |
| 22 de Setembro  | Hyoyeon              | cantora, dançarina, DJ e produtora músical  | Coreia do Sul                 |             |     |
| 14 de Outubro   | Arca                 | cantora, compositora, produtora e musicista | Venezuela                     |             |     |
| 23 de outubro   | Clarice Falcão       | cantora, compositora e roteirista           | Brasil                        |             |     |
| 30 de outubro   | Naiara Azevedo       | cantora e compositora                       | Brasil                        |             |     |
| 30 de Outubro   | Xamã                 | rapper e compositor                         | Brasil                        |             |     |
| 8 de novembro   | SZA                  | cantora e compositora                       | Estados Unidos                |             |     |
| 19 de novembro  | Tyga                 | rapper                                      | Estados Unidos                |             |     |
| 3 de dezembro   | Juliette             | cantora e influencer                        | Brasil                        |             |     |
| 5 de Dezembro   | Yuri Kwon            | cantora, dançarina, compositora e atriz     | Coreia do Sul                 |             |     |
| 13 de dezembro  | Taylor Swift         | cantora e compositora                       | Estados Unidos                |             |     |
| 14 de dezembro  | Onew                 | cantor e compositor                         | Coreia do Sul                 |             |     |
| 30 de dezembro  | Letícia Colin        | atriz e cantora                             | Brasil                        |             |     |
| 31 de dezembro  | Andrew Taggart       | DJ e produtor músical                       | Estados Unidos                |             |     |

## Mortes
| Data            | Nome                | Profissão                         | Nacionalidade  | Observações | Ref |
| --------------- | ------------------- | --------------------------------- | -------------- | ----------- | --- |
| 18 de fevereiro | Anisio Silva        | cantor e compositor               | Brasil         | n. 1920     |     |
| 27 de março     | Claudio Santoro     | compositor e maestro              | Brasil         | n. 1919     |     |
| 7 de junho      | Nara Leão           | cantora                           | Brasil         | n. 1942     |     |
| 16 de julho     | Herbert von Karajan | maestro                           | Áustria        | n. 1908     |     |
| 2 de agosto     | Luiz Gonzaga        | músico                            | Brasil         | n. 1912     |     |
| 21 de agosto    | Raul Seixas         | cantor e compositor               | Brasil         | n. 1945     |     |
| 24 de agosto    | Bill Shirley        | ator, cantor e produtor de teatro | Estados Unidos | n. 1921     |     |